# Louis Segondi
Louis Segondi (* 30. November 1879 in Paris; † 23. Juni 1949 ebd.) war ein französischer Mittelstreckenläufer.
Bei den Olympischen Spielen 1900 in Paris startete er über 1500 m, kam aber nicht unter die ersten Sechs.